# Maradi (regió)
Maradi és una regió del Níger, amb capital a la ciutat de Maradi. La regió és al centre del Níger: limita al nord amb la regió d'Agadez, a l'est amb Tahoua i a l'oest amb la de Zinder. Limita al sud amb Nigèria, prop de la ciutat de Kano. Els habitants del departament són en la major part hausses. La majoria dels 38.581 km² de terra està classificada com a Sahel. S'hi conrea tabac, cacauets, mango, blat, soia i fins cotó i també melca i mill, tan cultivats en tot l'estat. La regió de Maradi està dividida en 6 departaments: Aguie, Dakoro, Groumdji, Madarounfa, Mayahi, Tessaoua.